# Madame Virot
 (juin 2020).
Pour les articles homonymes, voir Virot.
Madame Virot, est une marchande de modes, modiste et couturière française. 
Madame Virot est en faveur et devient une couturière très demandée pendant le Second Empire et la Troisième République.
Dans les années 1860, 1870 et 1880, Caroline Reboux, ou encore Madame Virot sont les grandes figures de modes de l’époque.